# Titanio sarekandalis
Titanio sarekandalis là một loài bướm đêm trong họ Crambidae.